# Vertrag von Paris (1802)
Im Vertrag von Paris verständigten sich am 26. Dezember 1802 Frankreich und der Habsburger Kaiser Franz II. für das Heilige Römische Reich über konkretere Gebietsentschädigungen, wie sie im Frieden von Lunéville bereits grundsätzlich zwischen beiden Seiten akzeptiert waren. Vorwiegend das Problem mit Großherzog Ferdinand III. von Toskana, dem Bruder des Kaisers, wurde dabei gelöst, welcher das neu geschaffene Kurfürstentum Salzburg als Entschädigung erhielt.
Das Großherzogtum Toskana war seit dem Ländertausch, bei dem Franz Stephan von Lothringen, der Gemahl Maria Theresias, seinen Stammsitz an Frankreich abgetreten hatte und die Toskana übergeben bekam, habsburgisches Erbland gewesen. Während des zweiten Koalitionskriegs waren 1799 französische Truppen auch in die Toskana eingedrungen und hatten den Großherzog zur Flucht außer Landes gezwungen. Der Friede von Lunéville am 9. Februar 1801 zwischen Frankreich und dem Kaiser sah in Artikel 5 vor, dass Ferdinand III. auf sein Großherzogtum verzichten müsse, das als Entschädigung an den Herzog von Parma überwechseln sollte. Dieser Friede bekräftigte ferner den Frieden von Campo Formio vom 17. Oktober 1797 und weitete die Vereinbarung auf das Reichsgebiet aus. In einem Geheimartikel hatte der Kaiser eine Ausweitung des französischen Gebietes bis ans linke Rheinufer gebilligt. Entschädigungen für anfallende Gebietsannektionen sollten im Reich gesucht werden. So wurden beispielsweise dem Herzog von Modena, Ercole III. d’Este, der Breisgau und die Ortenau aus vorderösterreichischem Besitz überlassen (vgl. Herzogtum Modena-Breisgau), weil des Herzogs italienisches Gebiet in die Cisalpinische Republik eingegliedert worden war. Ferdinand III. von Toskana, einem Erzherzog von Österreich, erging es ähnlich.
Frankreich hatte ganz Oberitalien im Kriegsverlauf mit seinen Truppen usurpiert. Obwohl Herzog Ferdinand von Parma neutral geblieben war, drangen die Franzosen auch dort ein. Das eroberte Herzogtum Parma wollte Napoléon Bonaparte behalten. Im geheimen Dritten Vertrag von San Ildefonso vom 1. Oktober 1800 zwischen Frankreich und Spanien hatte die französische Seite versprochen, Parmas Herrscher deswegen einen Ersatz irgendwo in Italien, wenn möglich die Toskana, zuzüglich eines Königstitels zu verschaffen. Spanien wollte im Gegenzug Louisiana zurückgeben. Der Vertrag von Aranjuez am 21. Februar 1801 regelte die Details der vorigen Abrede dann offiziell.
Das Großherzogtum Toskana wurde in das neugeschaffene Königreich Etrurien umgewandelt, das zu bilden Napoléon Bonaparte den parmesischen Bourbonen versprochen hatte, wenn sich eine Möglichkeit ergäbe. Die österreichische Niederlage im Krieg mit Napoleon, an der Ferdinand III. als Verbündeter Anteil hatte, und der Lunéviller Friedensschluss eröffneten diese Gelegenheit. Der toskanische Landesherr ohne Land erhielt im Vertrag von Paris nun als Ausgleich für die Wegnahme seines Besitzes das Herzogtum Salzburg, um als Kaiserbruder standesgemäß versorgt zu sein. Dieses Staatsgebiet wurde durch Säkularisation aus kirchlichem Besitz, nämlich dem Erzstift Salzburg, Berchtesgaden und Teilen der Bistümer Passau und Eichstätt, gebildet. Am 11. Februar 1803 dankte denn auch der bisherige Souverän in Salzburg, Erzbischof Graf Hieronymus Colloredo, ab. Vier Tage später fand der Besitzwechsel an Ferdinand III. statt, der zudem die Kurfürstenwürde erhielt.
Im Reichsdeputationshauptschluss wurde der Vertrag von Paris am 25. Februar 1803 vom Reich förmlich ratifiziert.